# Lindsaea blotiana
Lindsaea blotiana är en ormbunkeart som beskrevs av Kramer. Lindsaea blotiana ingår i släktet Lindsaea och familjen Lindsaeaceae. Inga underarter finns listade.